# Суханов, Александр Никифорович
Алекса́ндр Ники́форович Суха́нов (1895—1938) — советский политический деятель. Расстрелян; посмертно реабилитирован.

## Биография
- 1895 — родился
- 1913 — стал членом РСДРП(б)

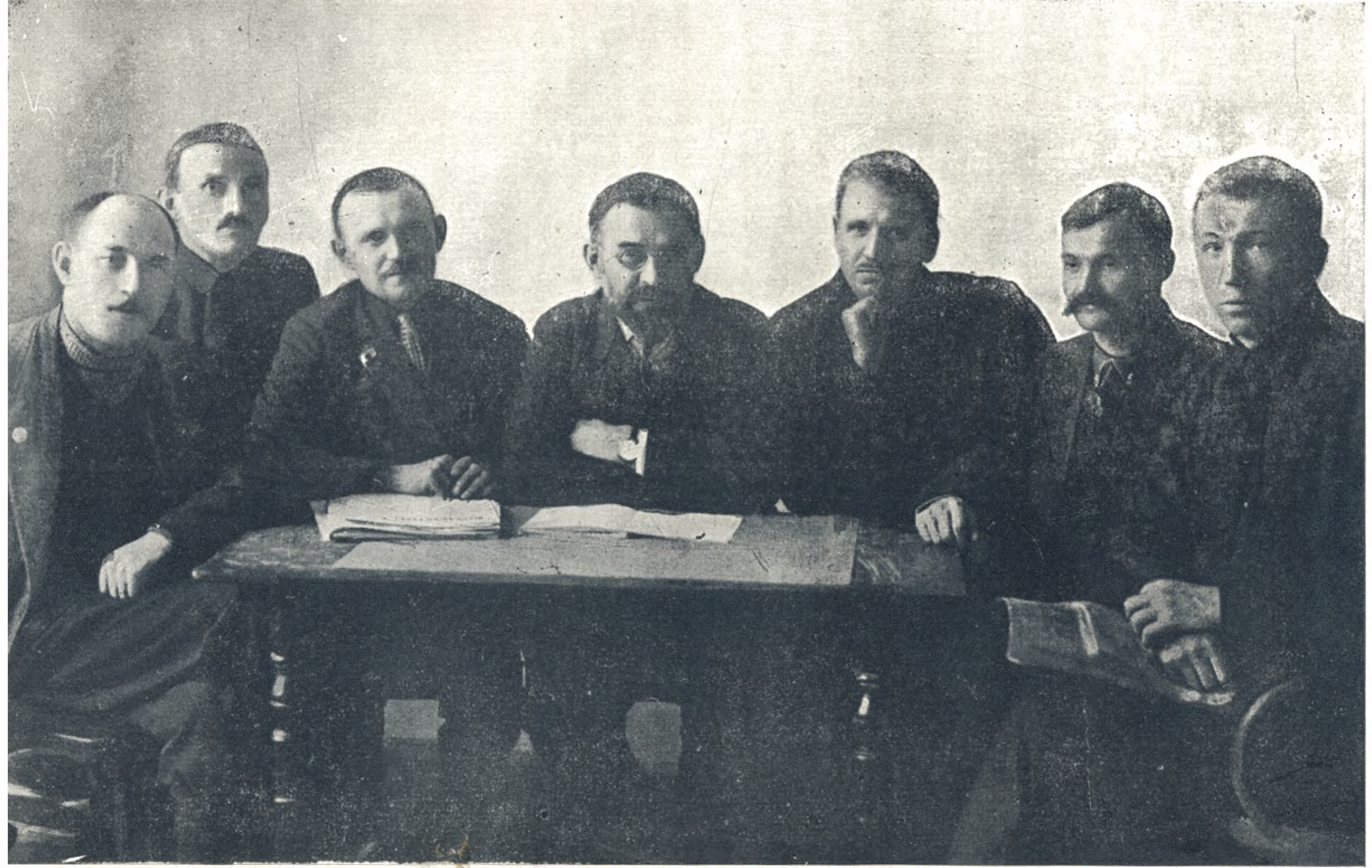
Группа старых большевиков екатеринославской организации: Суханов первый справа

- 1925-1926 — ответственный секретарь Черкасского окружного комитета КП(б) Украины
- 1927-1929 — ответственный секретарь Кременчугского окружного комитета КП(б) Украины
- 29.11.1927-5.6.1930 — член ЦК КП(б) Украины
- 1934 — начальник Политического отдела Ростовского района Северо-Кавказской железной дороги
- 1937 — начальник Политического отдела Сталинградской железной дороги
  - В этом же году арестован.
- 3 января 1938 — расстрелян.

Посмертно реабилитирован.